# Stanley (Staffordshire)
Stanley – przysiółek w Anglii, w Staffordshire. Leży 8,7 km od miasta Stoke-on-Trent, 29 km od miasta Stafford i 220,9 km od Londynu. W latach 1870–1872 miejscowość liczyła 122 mieszkańców.